# Rolla C. McMillen
Rolla Coral McMillen (* 5. Oktober 1880 bei Monticello, Illinois; † 6. Mai 1961 in Evanston, Illinois) war ein US-amerikanischer Politiker. Zwischen 1944 und 1951 vertrat er den Bundesstaat Illinois im US-Repräsentantenhaus.

## Werdegang
Rolla McMillen besuchte die öffentlichen Schulen seiner Heimat und danach die University of Chicago. Er studierte Rechtswissenschaften an der University of Michigan in Ann Arbor und wurde 1906 als Rechtsanwalt zugelassen. In Decatur arbeitete er als Anwalt und schlug gleichzeitig als Mitglied der Republikanischen Partei eine politische Laufbahn ein. Im Juni 1940 nahm er als Delegierter an der Republican National Convention in Philadelphia teil.
Nach dem Tod des Abgeordneten William H. Wheat wurde McMillen bei der fälligen Nachwahl für den 19. Sitz von Illinois als dessen Nachfolger in das US-Repräsentantenhaus in Washington, D.C. gewählt, wo er am 13. Juni 1944 sein neues Mandat antrat. Nach drei Wiederwahlen konnte er bis zum 3. Januar 1951 im Kongress verbleiben. Seit 1949 vertrat er dort als Nachfolger von Charles Melvin Price den 22. Wahlbezirk seines Staates. In seine Zeit im Kongress fielen das Ende des Zweiten Weltkrieges und der Beginn des Kalten Krieges.
1950 verzichtete Rolla McMillen auf eine weitere Kandidatur. Nach seiner Zeit im US-Repräsentantenhaus trat er politisch nicht mehr in Erscheinung. Er starb am 6. Mai 1961 in Evanston.